# 弗雷德里克·肖邦
弗雷德里克·弗朗索瓦·蕭邦（法語：Frédéric François Chopin，1810年3月1日—1849年10月17日），原名弗里德里克·弗朗齊歇克·蕭邦（波蘭語：Fryderyk Franciszek Chopin，亦稱），波兰作曲家和钢琴家，他是历史上甚有影响力和受欢迎的钢琴作曲家，波兰音乐史上極重要的人物，也是欧洲19世纪浪漫主義音樂的代表人物。
蕭邦父亲是法国人，母亲是波兰人。他自幼喜爱波兰民族音乐，7岁时就创作了波蘭舞曲，8岁登台演出，不足20岁已出名。蕭邦后半生主要生活在法国，39岁时因病英年早逝，创作了大量鋼琴作品，如4部叙事曲、十余部波兰舞曲（包括《军队》、《英雄》）、26首钢琴前奏曲（包括《雨滴》）、27首钢琴练习曲（包括《离别》、《革命》）、4首诙谐曲、4首即兴曲、3首钢琴奏鸣曲、至少21首夜曲、至少59首馬祖卡、兩首鋼琴协奏曲、幻想曲、大提琴奏鳴曲和搖籃曲等。蕭邦一生的創作大多是鋼琴曲，世人稱之“鋼琴詩人”。

## 生平

### 早年

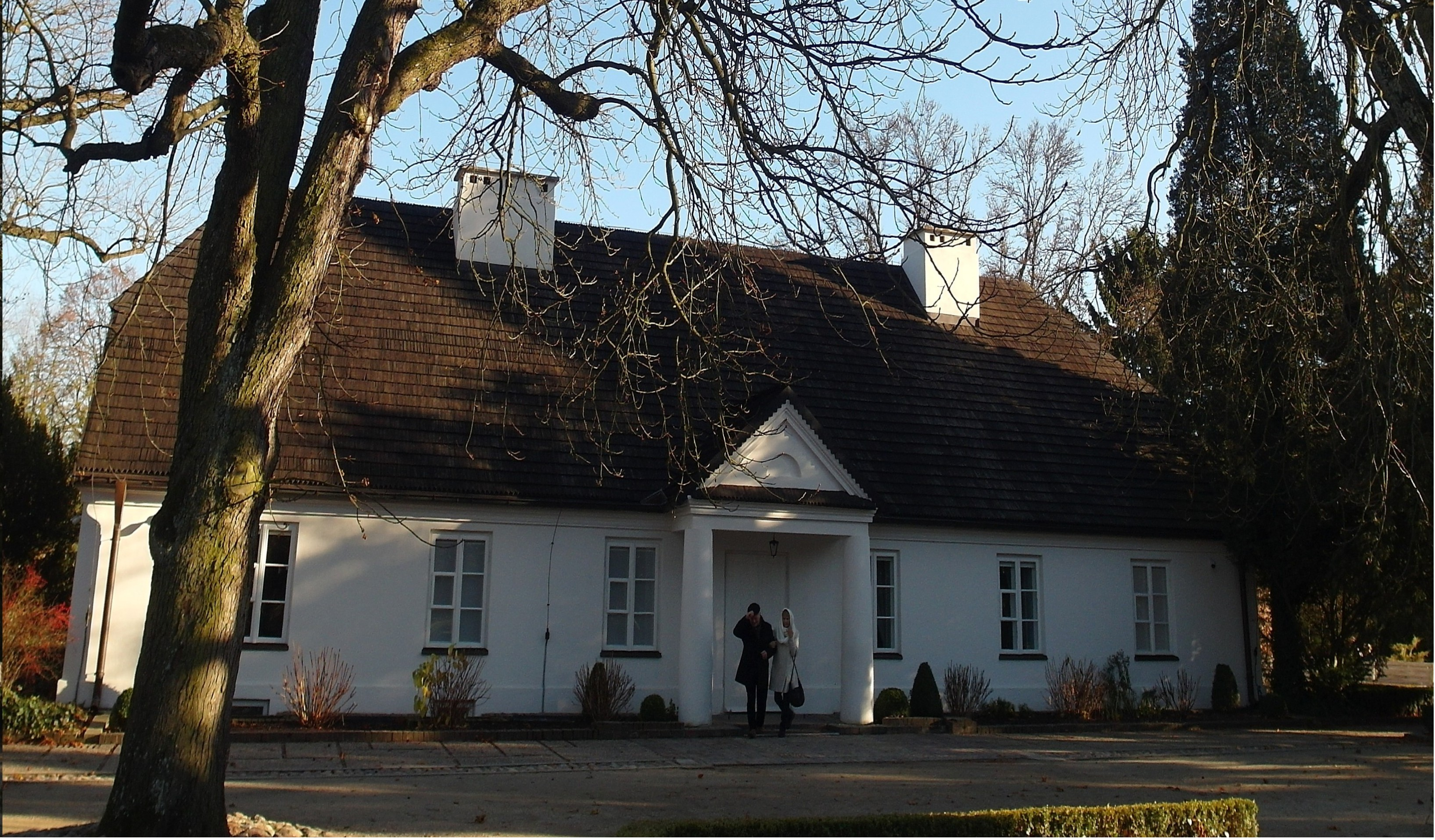
熱拉佐瓦沃拉的蕭邦故居

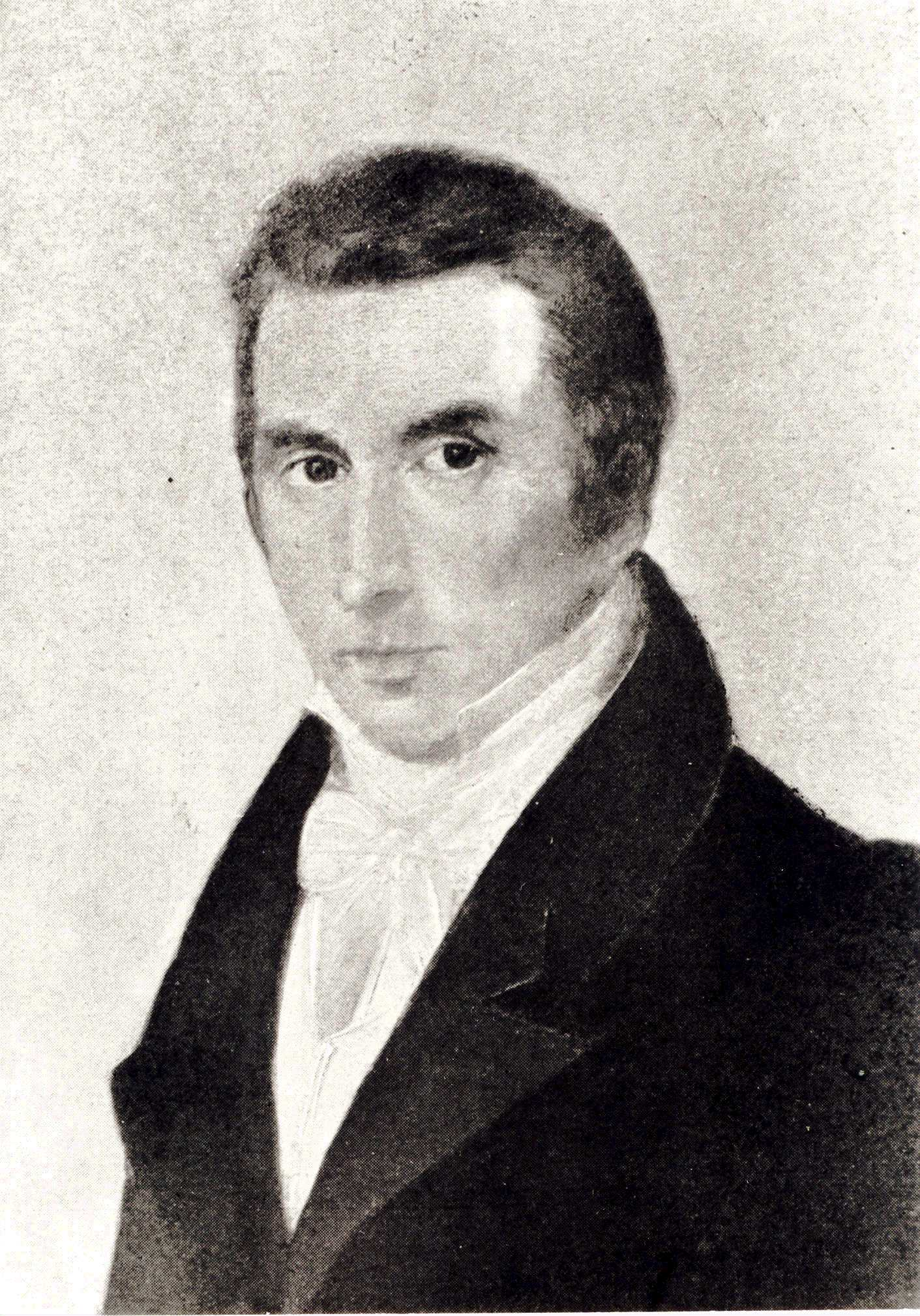
蕭邦的父亲尼古拉斯·肖邦，1829年绘

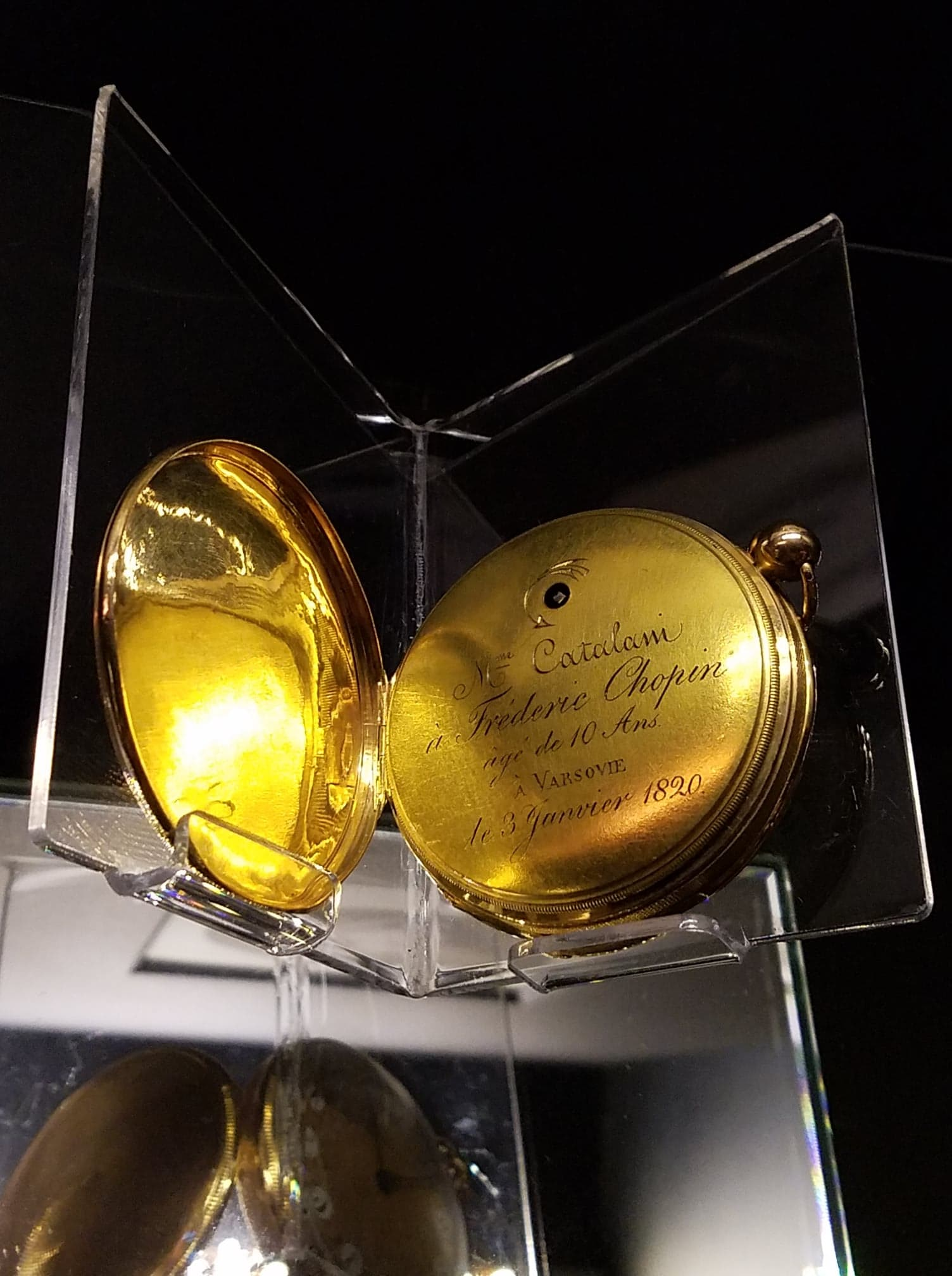
女歌手安吉利卡·卡塔莱尼在1820年1月3日赠给蕭邦的怀表

蕭邦的父亲尼古拉斯·蕭邦（1771年—1844年）是波兰籍法国人，原本居住在洛林的一座從父辈继承下来的葡萄园，1787年移居波兰并且入籍波蘭（p. 3 (loc. 100)），尼古拉斯很喜欢波兰，坚持家人都要说波兰语（pp. 4–5 (locs. 115–130)）。他参加过1794年的科希丘什科起义，也曾在波兰中学教授法语。1806年，尼古拉斯和波兰人特克拉·贾斯蒂娜·克日扎诺夫斯卡（Tekla Justyna Krzyżanowska）结婚，婚后生下肖邦。
蕭邦于1810年（莫札特死後第19年）出生在波兰中部小镇熱拉佐瓦沃拉（位于波兰首都华沙附近）（pp. 4–5 (locs. 115–130)）。他出生的时候，波兰于三年前在拿破仑法国的帮助下复国为华沙公国。波兰曾在1795年被俄羅斯帝國、普鲁士與哈布斯堡帝國瓜分，已不复為统一主权国家（参见瓜分波兰）。当地教会的记录显示他的出生时间是1810年2月22日，他的名字则以拉丁文记录，为Fridericus Franciscus（pp. 4–5 (locs. 115–130)）（波兰语应该是Fryderyk Franciszek）。但他和他的家人以3月1日为其生日（pp. 4–5 (locs. 115–130)），这即是现在通用的肖邦生日。
蕭邦在父母结婚的教堂里受洗（pp. 4–5 (locs. 115–130)）。他的教父是父亲18岁的学生弗雷德里克·史卡貝克（Fryderyk Skarbek）（pp. 4–5 (locs. 115–130)）。他还有一个姐姐，名叫路德维卡（Ludwika，1807–1855），后来母亲还生下两个妹妹伊莎贝拉（Izabela，1811–1881）和艾米莉亚（Emilia，1812–1827） （p. 7 (loc. 158)）。
1810年10月，蕭邦家搬到华沙，尼古拉斯在华沙中学（Warsaw Lyceum）教授法语，住在撒克逊宫。尼古拉斯会拉小提琴，也会吹长笛 （pp. 5–6 (locs. 130–144)），特克拉则会弹钢琴，也是肖邦的钢琴启蒙老师。
1813年华沙因拿破仑进攻俄国失败被俄国人占领，1815年华沙公国灭亡。蕭邦所在的华沙地区划归俄国。1816年6岁的時候开始正式学习钢琴，第一位老师是沃伊切赫·日维尼（Wojciech Żywny，本身是一位画家、小提琴家），他的姐姐路德维卡也和他一起学琴。蕭邦是个音乐天才，从小就展现出他惊人的音乐天赋，7岁时便能公开演奏，他的第一首作品G小调和降B大调波兰舞曲创作于1817年，体现出蕭邦不同寻常的即兴创作能力，他在华沙獲誉为「莫札特的繼承人」、「第二个莫札特」。
1817年，撒克逊宫被俄军征用，华沙中学搬到卡齊米日宮。蕭邦家因此也搬到卡齊米日宮附近。大约在这之后不久，蕭邦受邀到美景宮当康斯坦丁·巴甫洛維奇之子的玩伴，他还为巴甫洛维奇创作了一首进行曲。  （pp. 11–12 (locs. 231–248)）
教育
1823年9月至1826年间，蕭邦在华沙中学读书。一年级时曾随捷克音乐家威廉·乌费尔（Wilhelm Würfel）学习管风琴。1826年秋，他进入华沙音乐学院（今蕭邦音樂大學），开始师从西里西亚来的作曲家约瑟夫·艾斯納（Józef Elsner）学习乐理及作曲。业余时间，他也经常在华沙的沙龙和音乐厅演出。1825年5月，他在一场音乐会上演奏了伊格纳兹·莫谢莱斯的协奏曲，因此得到亚历山大一世的注意。沙皇请他去弹钢琴，送给了他一枚钻石戒指。1825年6月10日，他演奏了他的《c小调回旋曲》，这使得他首次获得外国媒体的关注，《音樂廣訊報》报道称「他是一个富有音乐创意的人」。
1824年和1825年，他在波兰的小村萨伐尼亚（Szafarnia）度假，得到他父亲的学生多米尼克·杰万诺夫斯基（Dominik Dziewanowski） 的招待。他在那里首次接触到波兰的民间音乐。
1827年，在他的妹妹艾米莉亚去世不久后，全家搬到恰普斯基宮南面的新家。他在华沙结识了约瑟夫·扎列斯基（Józef Bohdan Zaleski）等年轻才俊（p. 43 (loc. 696)），爱上了年轻的歌手康丝坦雅·哥拉德科斯卡（Konstancja Gladkowska）。根据肖邦1830年5月15日写的一封信，他的《e小调第一钢琴协奏曲》就是为康丝坦雅·哥拉德科斯卡所写的。 （pp. 50–52 (locs. 801–838)）

### 巴黎時期
因反抗沙俄的波兰十一月起义失败，波兰发生大移民潮，蕭邦在1830年末离开华沙。他本来是想去意大利，但是意大利当时社会的动荡不安，因此选择了巴黎。他在1831年9月抵达巴黎，之后余生再没有回到波兰。他在1835年获得法国公民身份，改用法语名，后来旅行时用的也是法国护照。但是蕭邦的传记作家亚当·查莫斯基（Adam Zamoyski）说，他并不认为自己是一个法国人，不太喜欢说法语，仍认为自己是一个波兰人。（p. 128 (loc. 2027)）
蕭邦很快爱上了这座城市，巴黎的建筑和大城市氛围深深吸引着蕭邦，他在一份寄回波兰的信中写道，巴黎是“世界上最美丽的城市”。他在巴黎先是拜他的偶像法国籍德国钢琴家和作曲家卡尔克布雷纳为师，继续学习钢琴，但是他感觉受到了教学方式的限制，课程只进行了不到一个月。蕭邦在巴黎参加音乐会的演出以赚取生活费，起先蕭邦还未出名，收入仅够糊口，后来一位极具影响力的资助者带蕭邦参加了银行家罗斯柴尔德家族的一次接待活动，蕭邦的钢琴演奏打动了客人，转眼间赢得了一大批的钢琴学生，其中的大部分是女学生。蕭邦通过音乐会、作曲和教授钢琴课，从1833年起便有了稳定的收入，经济上没有了后顾之忧，蕭邦甚至有一辆私人马车和随从，他的衣服都是用高档的材料制成。而相比之下，19世纪的其他音乐家如理查德·瓦格纳和彼得·伊里奇·柴可夫斯基则还需要指望着资助者的赞助。在巴黎期間蕭邦做了多次訪問，1834年，他和费迪南·希勒共同訪問了在亚琛举行的萊茵河畔音樂節。蕭邦、希勒還有孟德爾頌三人在此次音樂節中碰面并一起去了杜塞尔多夫、科布伦茨和科隆，他們三人彼此欣賞對方的音樂才華，并互相學習和切磋了音樂技藝。
蕭邦交友广泛，他的好友包括诗人缪塞、巴尔扎克、海涅和亚当·密茨凯维奇，画家德拉克罗瓦，音乐家李斯特、费迪南·希勒，以及女作家乔治·桑。蕭邦在李斯特家第一次见到了身着男装、抽着烟的乔治·桑，剛開始並對她無好感，甚至當面問旁人說：「她真的是個女人嗎？」，但隨著喬治·桑對他的追求，蕭邦開始對她倾心。

### 乔治·桑

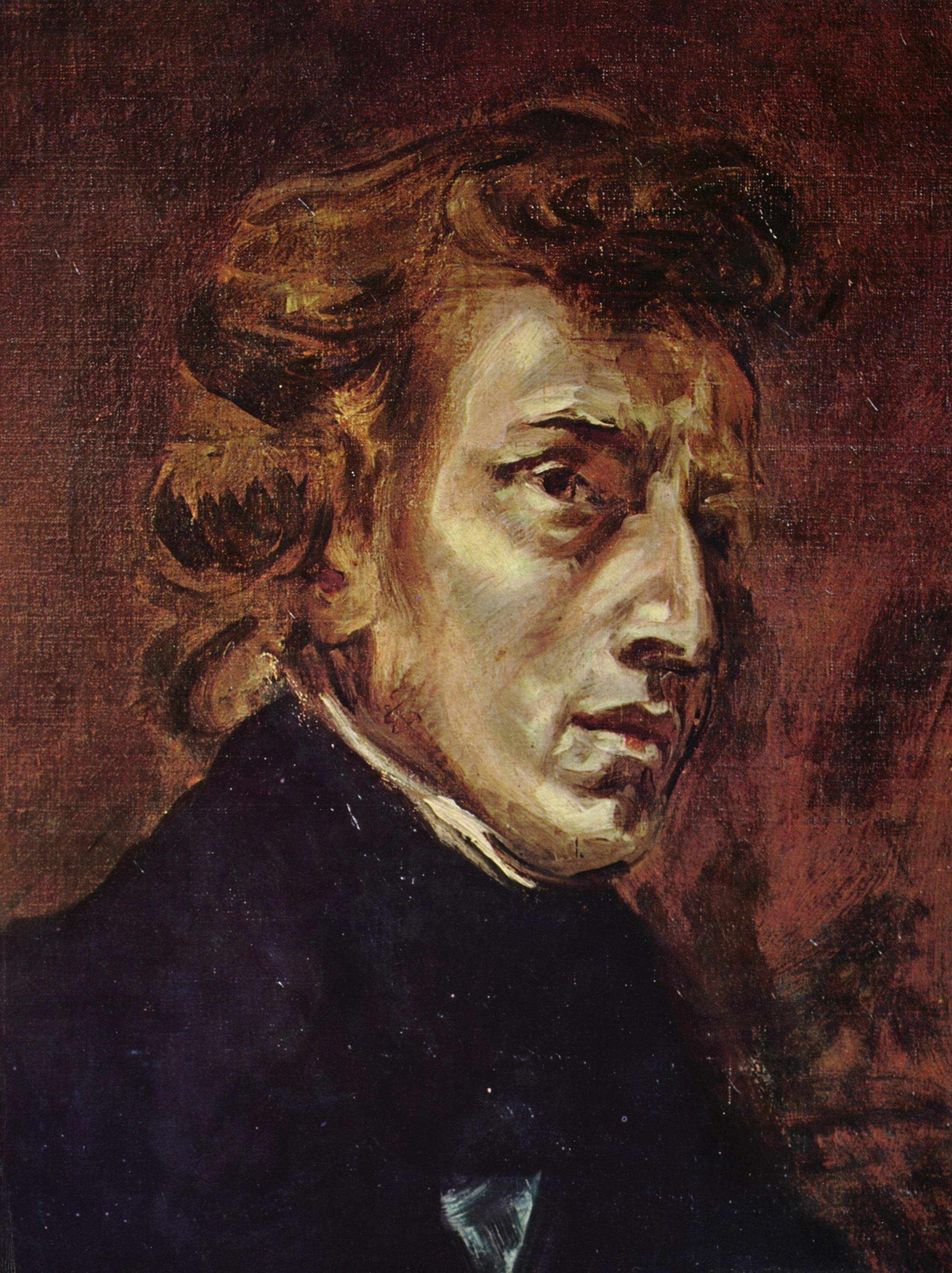
蕭邦的經典肖像畫，《蕭邦和乔治·桑肖像》的一部分，歐仁·德拉克羅瓦繪于1838年

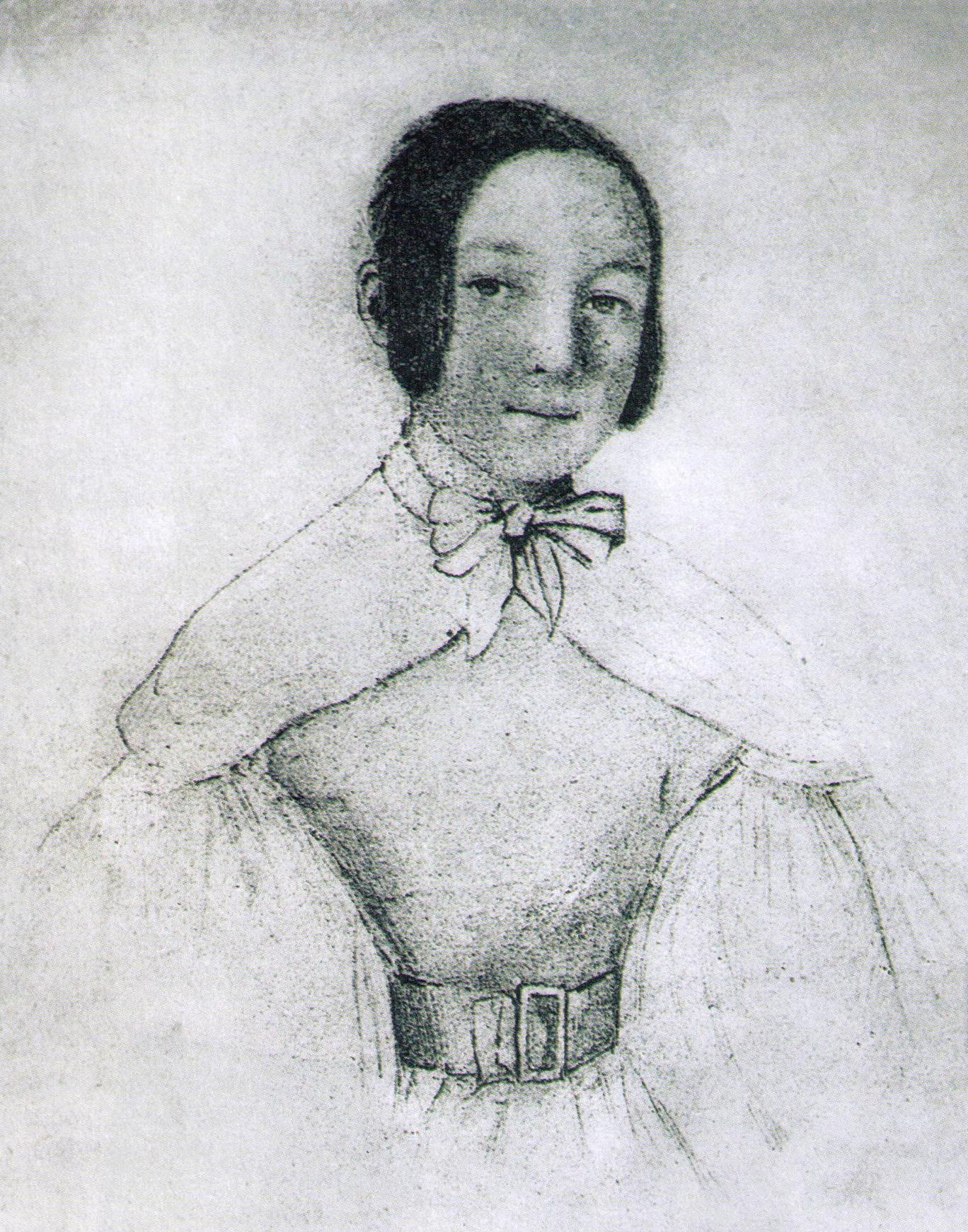
玛利亚·伍德岑斯卡自画像

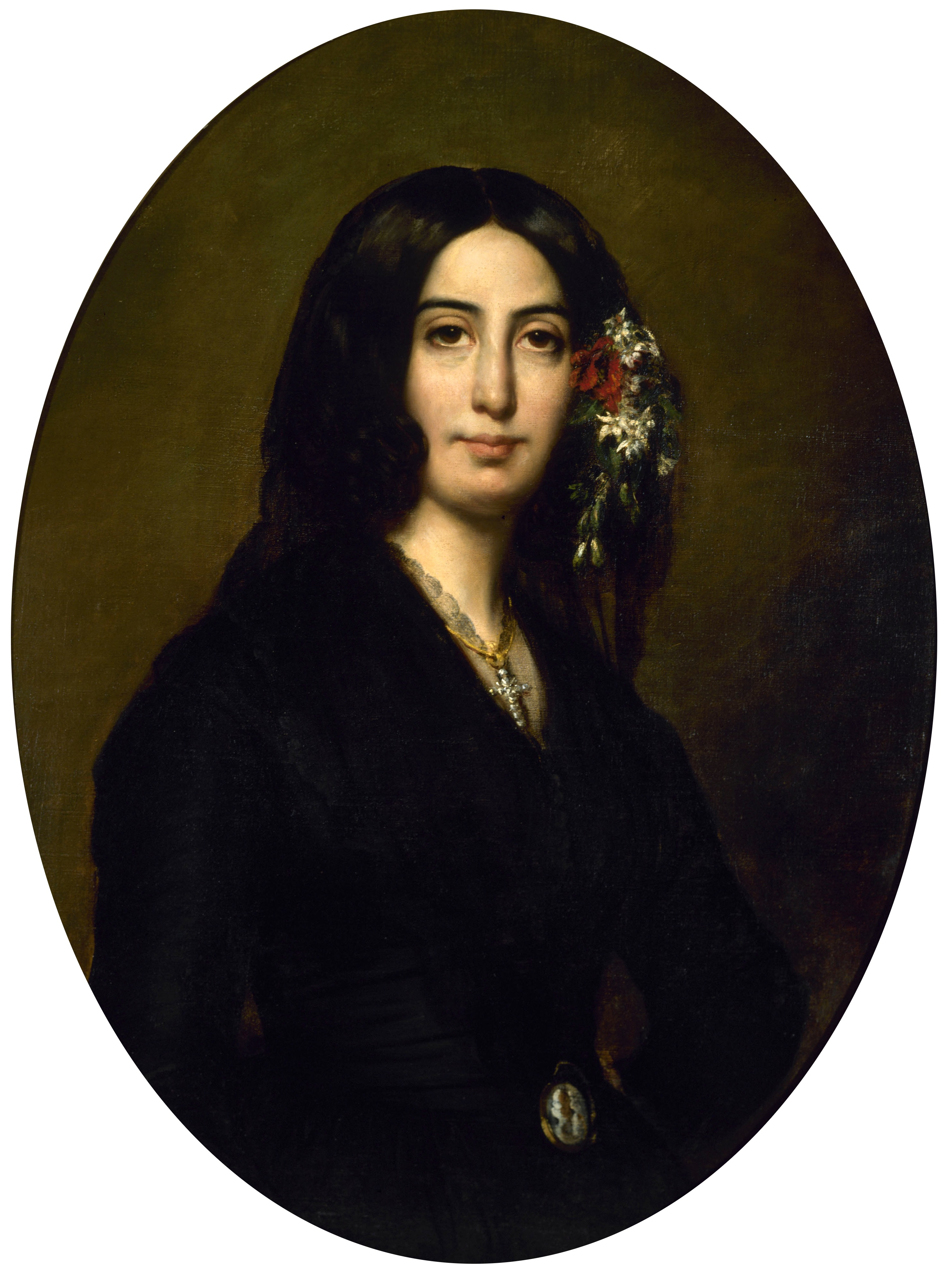
乔治·桑

1837年蕭邦因为与18岁的玛利亚·伍德岑斯卡（Maria Wodzińska）一段不幸的恋情，陷入了生活危机，正在这时，他邂逅了比他大6岁的乔治·桑，这使得他又重拾了精神上的信心。
第一眼见到乔治·桑，蕭邦就感受到了她与玛利亚的截然不同，玛利亚是个典型的大家闺秀，而诗人乔治·桑看上去却是十分高傲和极具自我意识。但是蕭邦与乔治·桑的恋情却是具有传奇色彩的。一方面，乔治·桑是一个热情似火的女人，受到许多年轻才俊的男性追求；另一方面，乔治·桑后来销毁了大部分寄给她的信件，使得人们无法确定蕭邦同她之间的真正关系。
1838年11月乔治·桑带着她的两个孩子莫里斯和索朗热（Solange）移居西班牙的馬略卡島。而蕭邦也一同搬到了馬略卡，蕭邦一生患有肺結核，他也希望温暖的气候能够缓解他的病痛，但是事与愿违，莫里斯的病情有了明显好转，而蕭邦的肺结核却因为房间条件差，加上糟糕的天气，发展成了肺炎。98天后蕭邦和乔治·桑离开了馬略卡，这段旅程虽短，但是对蕭邦和乔治·桑都印象深刻，乔治·桑将这段经历记录在了她的小说《馬略卡岛上的冬天》中。
1839年到1843年的夏天，蕭邦都是在乔治·桑位于家乡诺昂的庄园里度过的。这是一些宁静的日子，蕭邦在此期间创作了大量的作品，其中包括著名的波兰舞曲《英雄》。
蕭邦和乔治·桑的恋情在1847年画上了句号，两人都没有公开分手的原因。当时乔治·桑的女儿索朗热爱上了贫困潦倒的雕刻家August Clésinger，这引发了乔治·桑一家的家庭矛盾，乔治·桑变得非常好战，当蕭邦得知索朗热和August Clésinger秘密订婚的消息后，非但没有反对，还表现出来赞同，这使得乔治·桑大为恼火。

### 晚年

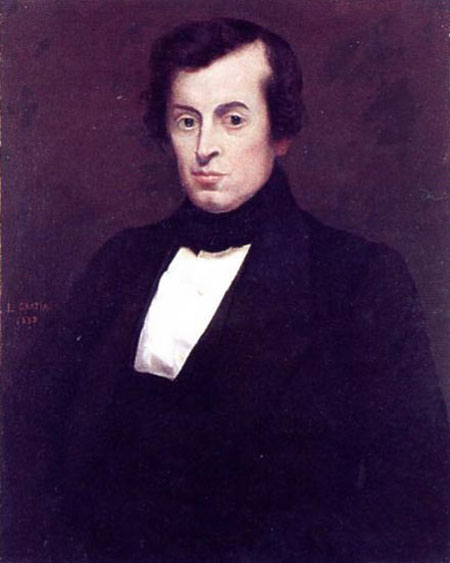
蕭邦像，1838年

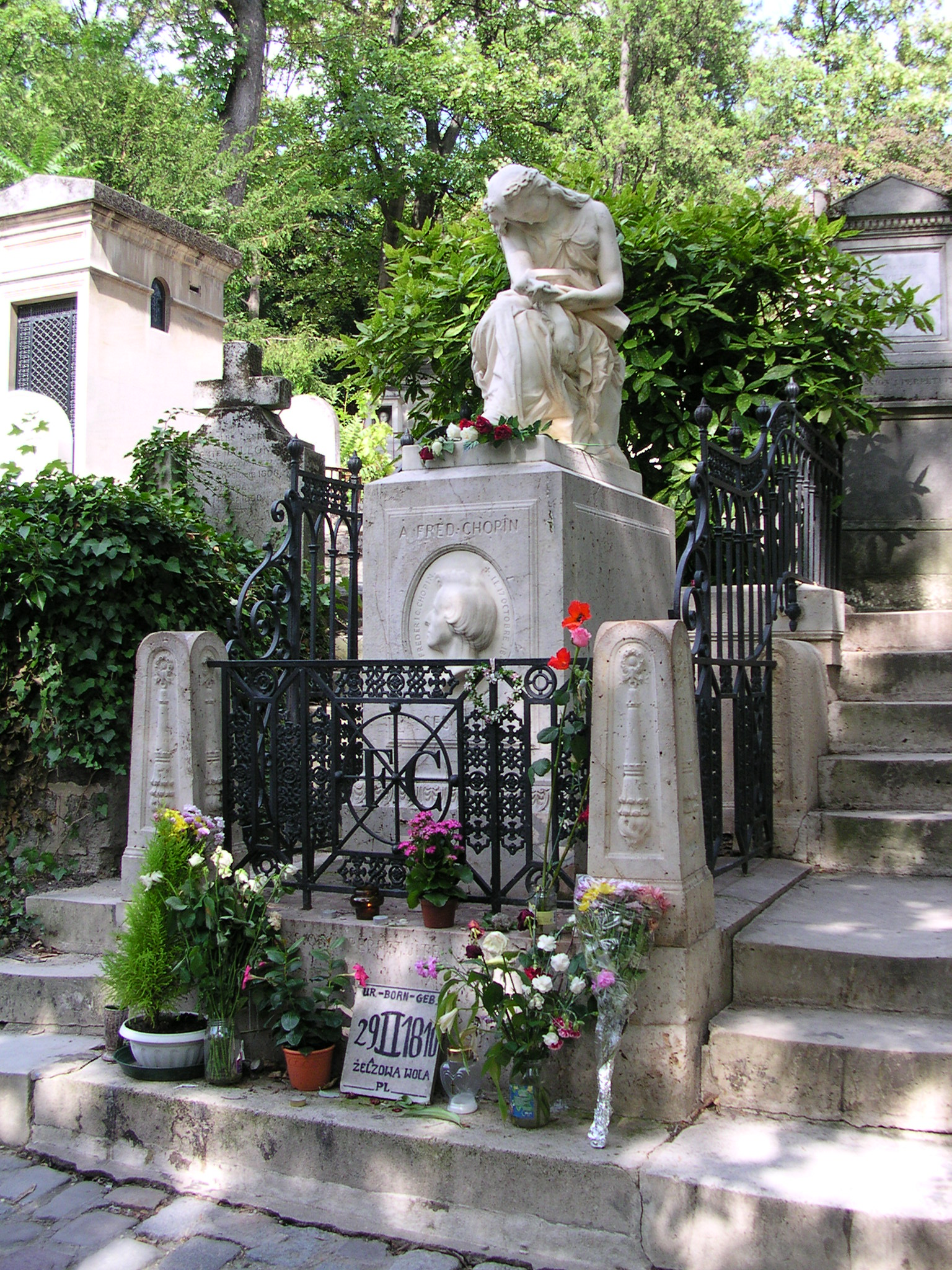
巴黎拉雪兹神父公墓中的蕭邦墓

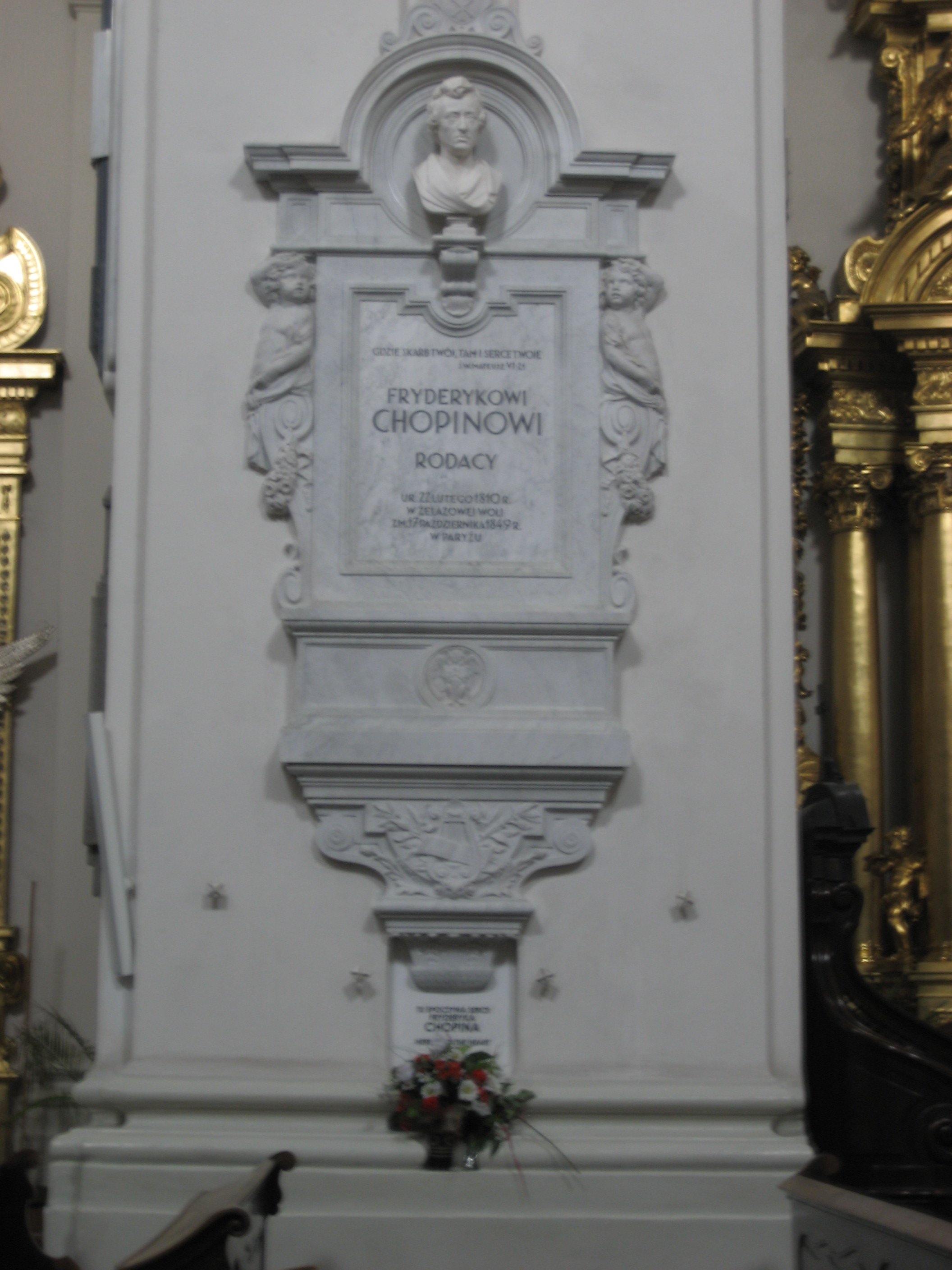
华沙圣十字教堂安放弗里德里克·蕭邦的心脏（就在底部花束上方）的柱子

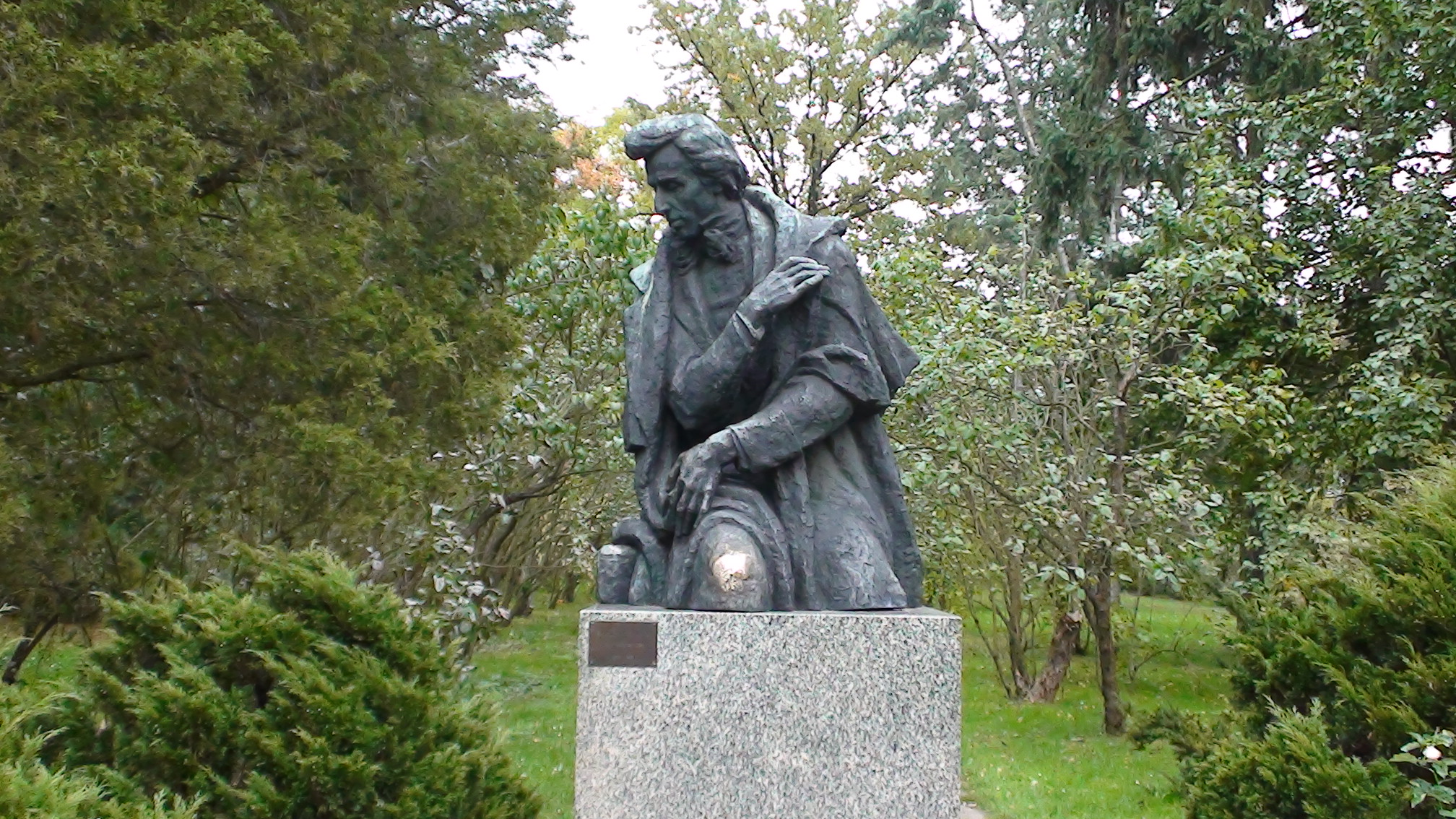
位于Żelazowa Wola的蕭邦纪念雕塑，由约瑟夫·高斯瓦夫斯基设计

1842年开始，蕭邦出现健康问题。1842年2月21日在巴黎举办完一场独奏音乐会后，他在一封信中说：“我不得不整天躺在床上，我的嘴巴和扁桃体太疼了” （p. 212 (loc. 3331)）。1844年末，查尔斯·哈雷前去拜访蕭邦，发现蕭邦“几乎无法行动，腰弯得像打开一半的小刀，很明显承受着巨大的痛苦”（p. 227 (loc. 3571)）。研究者指出他可能还患有颞叶癫痫，这导致他在钢琴上看到了幻象。
蕭邦1848年在巴黎和大提琴家奥古斯特·弗朗肖姆（Auguste Franchomme）举办了他在巴黎的最后一次音乐会。法國二月革命爆发后，他于1848年4月在学生简·斯特灵的劝说下前往伦敦。
他住在伦敦多佛街（Dover Street），约翰·布洛德伍德父子公司给他提供了一架大钢琴。他的第一场演出在斯塔福德府举办，维多利亚女王和阿尔伯特亲王与会。阿尔伯特亲王本人也颇有音乐修养，曾专门走到蕭邦身边观看他的演奏技法。布洛德伍德父子公司也给他安排过音乐会，威廉·梅克比斯·萨克雷和珍妮·林德曾来看过他的演出。他在伦敦也教过一些学生，学费高达一小时一畿尼。而要请他出席私人音乐会则需要付20畿尼。8月28日，他在曼彻斯特音乐厅与瑪麗愛塔·阿波尼和洛伦佐·萨尔维（Lorenzo Salvi）同台演出。
在简·斯特灵的邀请下，他前往苏格兰，曾住在爱丁堡附近的考尔德府（Calder House）和伦弗鲁郡的约翰斯顿城堡（Johnstone Castle）。这两者都是斯特灵家的产业。简对蕭邦怀有爱慕之情，但蕭邦拒绝了她（p. 279 (loc. 4385) 1848年10月30日的信）。9月27日，他在格拉斯哥演出 （pp. 276–78 (locs. 4340–4357)），10月4日又在爱丁堡演出。同年11月16日，他的最后一场公开演出在伦敦的市政厅举办。这时的蕭邦已经病入膏肓，体重不足45公斤。
11月底，他返回了巴黎。虽然饱受病痛的折磨，他仍没有停止教授钢琴。1849年夏，他的朋友们为他在巴黎十六区找了一个公寓，租金由一名他的崇拜者垫付。

### 去世

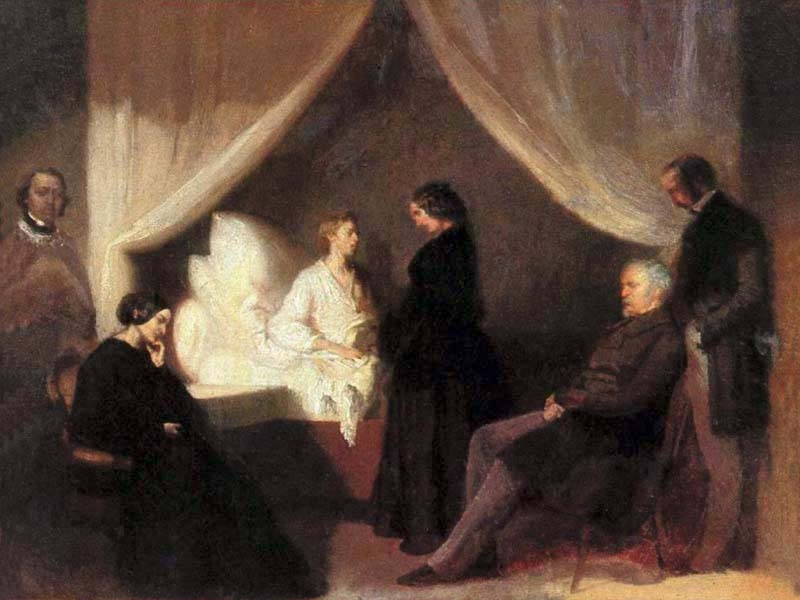
《临终的蕭邦》，泰奥菲尔·奇亚科夫斯基绘于1849年，委托人是简·斯特灵

1849年6月，蕭邦的姐姐路德维卡和她的丈夫来巴黎探望蕭邦。9月，在简·斯特灵的资助下，他搬入旺多姆广场12号居住 （p. 288 (loc. 4512)）。他的病情在10月15日急剧恶化，在他的请求下，他的朋友戴芬妮·波多絲卡（Delphine Potocka）、弗朗肖姆为他演奏了大提琴。他请求夏尔-瓦朗坦·阿尔康帮他完成《演奏法草稿》（Projet de Méthode） （pp. 291–93 (locs. 4566–4591)）。10月17日夜间接近2点时，蕭邦去世，陪在他病床边的是路德维卡、马塞利娜·察托斯卡（Marcelina Czartoryska）、乔治·桑的女儿索朗热和他的好朋友托马斯·阿尔布雷克特（Thomas Albrecht）。索朗热的丈夫克莱辛格（Clésinger）在晚些时候给蕭邦的左手和脸拓下模型（p. 293 (locs. 4591–4601)）。
他的葬礼两周后（10月30日）在巴黎的马德莱娜教堂举办（pp. 293–94 (locs. 4601–4616)）。想参加的人太多，但只有受邀请的人才能入内（p. 1 (loc. 70)）。葬礼上演奏的是莫扎特的《安魂曲》，参演的是Jeanne-Anaïs Castellan（女高音）、Pauline Viardot（次女高音）、Alexis Dupont（男高音）和Luigi Lablache（男低音）。此外，蕭邦自己的《e小调第4号前奏曲》和《b小调第6号前奏曲》也在葬礼上演出。管风琴家为路易·勒费比尔-韋利（Louis Lefébure-Wélynd）。
他葬于巴黎市内的拉雪兹神父公墓，下葬时演奏的是他的《第二号钢琴奏鸣曲》中的《葬礼进行曲》。他的葬礼和墓碑加起来一块花去五千多法郎，都由简·斯特灵支付。此外，简还支付了路德维卡返回华沙所需的路费。蕭邦的心脏由他的医生让·克吕韦耶（Jean Cruveilhier）取出，按其遗愿由姐姐在1850年带回波兰，放在圣十字圣殿里。乔治·桑写给肖邦的两百封信也由路德维卡保存，不过她在1851年又把它们还给了乔治·桑，后者将这些信件销毁。

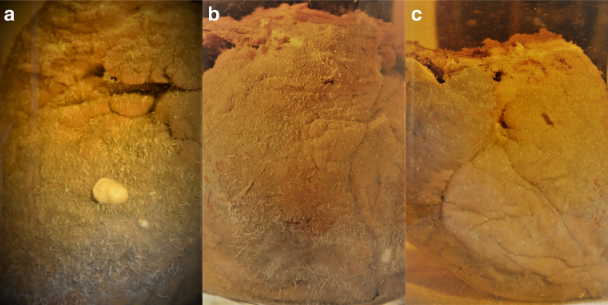
肖邦的心脏

蕭邦究竟身患何病至今存疑。他的死亡证明上写的是肺结核，他的医生让·克吕韦耶是当时治疗肺结核的专家（p. 286 (loc. 4479)）。但也有学者指出他患的可能是囊胞性纤维症、肝硬化或抗胰蛋白酶缺乏症。2014年，一些科学家研究了蕭邦留下的心脏，在2017年的《美国医学期刊》（The American Journal of Medicine）上发文称蕭邦患的可能是肺结核引起的心包炎。

## 評價
- 蕭邦的作品絕大多數是沙龍性質的鋼琴獨奏創作，涉及管弦樂的作品除了E小調、F小調兩首協奏曲之外，只有其他四首單篇章的小作品。白遼士評價蕭邦的管弦樂配器是「差不多除了無用的伴奏以外什麼也沒有」，這點也是蕭邦自己所承認的[33]。

## 作品節選
蕭邦的作品以鋼琴曲為主，雖然他不少作品技巧頗為艱深，但是他從來不會以炫技為最終目的，蕭邦的作品更注重詩意和細膩的情感。
独奏曲
作为一个波兰作曲家，蕭邦为故乡的波蘭舞曲和玛祖卡奠定新風格，貢獻甚大。其中最早的作品是1817年的G小调波兰舞曲，那时蕭邦年僅7岁。蕭邦一生都在作波兰舞曲，年轻时候的许多波兰舞曲作品最后都没有发表，因为他认为这些作品过于单调。蕭邦先是专注于先驱卡尔·马利亚·冯·韦伯和约翰·尼波默克·胡梅尔的作品，此后在巴黎完成的作品中充满了蕭邦对家乡波兰的渴望和思念，他部分现存的波兰舞曲（如第1、5、6號等），都有一段华彩乐章作为开场。
玛祖卡与波兰舞曲不同，在19世纪初还是相当崭新的音乐形式，但很快就风靡了全欧洲。蕭邦不仅在城市沙龙中听玛祖卡，也在波兰听民俗原始形态的玛祖卡，他的瑪祖卡最具特色的是完美運用了半音阶，从Op. 6（1830年—1832年）起的玛祖卡多使用循环的形式。
可是蕭邦的这些作品并不适合于舞蹈，因为它们大都节奏过快，他的华尔兹作品也是如此。蕭邦的华尔兹多是为沙龙而寫。
2019年，在紐約曼哈頓的摩根圖書館與博物館（Morgan Library and Museum）儲藏室意外發現一份蕭邦的音樂手稿，這首長約一分鐘的華爾滋，「曲目以獨特的情緒波動開始，帶著激烈且不協調的和弦，隨後轉為抒情的憂鬱旋律」，「這種情感的急劇轉變在蕭邦其他已知華爾滋中從未出現」，這首曲子也是蕭邦已知作品中最短的華爾滋。
另一类蕭邦所发展的音乐形式是夜曲，蕭邦共有21部夜曲作品，他的夜曲作品深受爱尔兰作曲家和钢琴家、夜曲的发明者约翰·菲尔德的影响，而蕭邦的夜曲作品听上去更加和谐，充满变换的韵律，曲调也更加灵活，有美声唱法的风格。
24首钢琴前奏曲创作于蕭邦在马略卡的短暂旅程中，按照循環五度的順序，从C大调开始，到d小调结束，大小调交替。
27首钢琴练习曲，作品Op.10和Op.25各12首，新练习曲3首，后三首乃蕭邦去世后才发表的作品，对弹奏技术的要求很高，同时又非常适合于音乐会上的演出，代表作品有C小调《革命练习曲》（Op. 10 No. 12）。蕭邦将练习曲带入了全新境界，此前的练习曲，比如的练习曲，大都只专注于教学目的，而后来的李斯特·费伦茨、亚历山大·史克里亚宾和克劳德·德彪西也拓展了練習曲的風格。一直是历代钢琴家和音乐学生必练曲目和钢琴技巧的里程碑，因此為众多钢琴家演奏和录制。
除此之外，蕭邦还作有4首叙事曲和4首诙谐曲，都是相当精緻的作品。
蕭邦的即兴曲作品中，代表作品是升C小调《幻想即兴曲》。它是在蕭邦去世后才发表的，因为蕭邦在作曲完毕后才发现，作品的中段与波希米亚作曲家伊格納茲·莫謝萊斯（1794年—1870年）的一首钢琴作品惊人地相似，所以蕭邦不愿意将其发表。
奏鸣曲
蕭邦大量的钢琴作品中只有3部奏鸣曲，当时维也纳古典主义音乐对音乐形式的严格要求，使得蕭邦无法自如掌握，或者蕭邦可能是根本不愿意受形式所约束。蕭邦的第一部奏鸣曲是早期作品，献给了他的老师Józef Elsner，他的第三部奏鸣曲（Op.58，1844年）是一部纪念作品。
最受欢迎的是《第二号钢琴奏鸣曲》（Op.35），其中的第三乐章是著名的《葬禮进行曲》（Marche Funèbre）。
协奏曲
除了独奏作品外，蕭邦还有2部钢琴协奏曲：e小调第1号（Op.11）和f小调第2号（Op.21）。
除了协奏曲外，蕭邦还作有几首钢琴与乐队的单乐章作品，如「來！讓我們手挽著手」變奏曲（Op.2）、波蘭歌曲大幻想曲（Op.13）、克拉克維克（Op.14）、華麗的行板與大波蘭舞曲（Op.22）。

## 專輯節選
- Pollini, Maurizio. Zimerman, Krystian. Argerich, Martha. Barenboim, Daniel. Rostropovich, Mstislav. Luisada, Jean-Marc. Szmytka, Elzbieta. Ugorski, Anatol. Zilberstein, Lilya. . Deutsche Grammophon. 477 8445.
- 阿列克谢·鲁比莫夫. Chopin, Bach, Mozart, Beethoven. At Chopin’s Home Piano. 普莱耶尔公司 1843
- Krzysztof Książek. Fryderyk Chopin, Karol Kurpiński. Piano Concerto No.2 f-moll (solo version), Mazurkas, Ballade; Fugue & Coda B-dur. 弗雷德里克·布克霍尔茨 (保罗·麦克诺提)
- 薇薇安娜·索弗罗尼茨基，谢尔盖·伊斯托明。Viviana Sofronitsky, Sergei Istomin. Fryderyk Chopin. Complete works for cello and piano. 普莱耶尔公司 1830 (保罗·麦克诺提)
- 迪娜约菲。Dina Yoffe. Fryderyk Chopin. Piano Concertos No. 1 & 2, version for one piano. 普莱耶尔公司 1848, 埃拉德钢琴 1838
- 福田理子，托米亚斯·科赫。Riko Fukuda, Tomias Koch. Chopin, Mendelssohn, Moscheles, Hiller, Liszt. Grand duo Œuvres pour duo de pianofortes. 康拉德·葛雷夫 1830, 1845
- 托马兹·里特。Tomasz Ritter. Fryderyk Chopin. Sonata in B Minor, Ballade in F minor, Polonaises, Mazurkas. Karol Kurpinski. Polonaise in D minor. 埃拉德钢琴 1837,  普莱耶尔公司 1842, 弗雷德里克·布克霍尔茨 (保罗·麦克诺提)

## 其他

### 乐器
在华沙生活时，蕭邦曾用布克霍尔茨的钢琴进行创作和演奏。之后蕭邦在巴黎生活时，向普莱耶尔（Pleyel）购买了一架钢琴。他对普莱耶尔钢琴的评价是“完美极致”（没有别的钢琴可以超越！）。李斯特在巴黎结识了蕭邦，并形容蕭邦的普莱耶尔钢琴的声音是 “水晶与水的结合”。蕭邦位于伦敦的房子里有三架钢琴，他在信中提到：“我有一个大客厅，里面有三架钢琴，分别是普莱耶尔、布洛德伍德（Broadwood）和埃拉德（Érard）。”
2018年，由保罗·麦克诺提制作的蕭邦布克霍尔茨钢琴复制版首次在波兰国家歌剧院（Teatr Wielki）公开亮相，并被华沙蕭邦学会用于其举办的第一届国际蕭邦时期乐器比赛中。

### 纪念
為了紀念蕭邦，波兰华沙每五年舉行一次蕭邦國際鋼琴比賽。
另外以下事物以其命名：
- 小行星蕭邦3784（Asteroid 3784 Chopin）
- 华沙肖邦机场

## 外部連結
- 蕭邦曲目列表（英文）
- 蕭邦生平（英文）
- Chopin: The Poet Of The Piano（蕭邦爱好者网站）（英文） （页面存档备份，存于）
- Classic Cat上的蕭邦 （页面存档备份，存于）（提供音频下载）（英文）
- 蕭邦的免费乐谱，由国际乐谱典藏计划提供